# Ljubov Dmitrijevna Bloková
Ljubov Dmitrijevna Bloková roz. Mendělejevová (29. prosince 1881, Petrohrad – 27. září 1939, Petrohrad) byla ruská herečka a autorka literatury o tanci a baletu. Byla ženou básníka Alexandra Bloka a dcerou vědce Dmitrije Ivanoviče Mendělejeva.

## Život a dílo
Ljubov Mendělejevová se narodila 29. prosince 1881 jako první dítě z druhého manželství Dmitrije Ivanoviče Mendělejeva. Toto manželství pravoslavná církev neuznala pro nesplnění čekací lhůty od rozvodu prvního manželství a manželé byli oddáni díky podplacení kněze. Ljubov měla po otci starší sourozence Vladimíra a Olgu, později ještě tři sourozence po obou rodičích Ivana, Vasilije a Marii. Dětství prožila na otcově statku Boblovo severně od Moskvy, který Dmitrij Ivanovič koupil za účelem vybudování zemědělských laboratoří a pokusných pozemků. Své dětství popisovala jako šťastné, hlučné a radostné. Ráda se oblékala do růžového s doplňky z bílé kožišinky. Působila jako selská, prostá dívka s mírně přidrzlým výrazem a nevýraznýma, jakoby ospalýma očima. Přesto se stala vyhlášenou „Krásnou dámou“ ruské poezie.
V sousedství Boblova se na panství Šachmatovo usadil se svou rodinou dlouholetý přítel Dmitrije Ivanoviče, rektor Petrohradské univerzity, profesor a botanik Andrej Nikolajevič Beketov. On, jeho manželka Jelizabeta Grigorijevna i jejich čtyři dcery byli velmi nadaní lidé, milovali literaturu a přátelili se s mnoha významnými lidmi své doby - Nikolajem Vasiljevičem Gogolem, Fjodorem Michailovičem Dostojevským, Lvem Nikolajevičem Tolstým, Michailem Jegrafovičem Saltykovem-Ščedrinem. Sami se aktivně zabývali překlady literárních děl i vlastní tvorbou. Synem třetí Beketovovy dcery byl mladík s literárními ambicemi, pozdější slavný básník Alexandr Alexandrovič Blok. V létě roku 1898 přijel na panství Boblovo na pozvání Ljubininy matky, Anny Ivanovny Mendělejevové. Sedmnáctiletý Alexandr do Boblova dorazil na bílém koni v elegantním bílém obleku, klobouku a ve šviháckých botách. Když zavolali Ljubov, vyšla ho uvítat šestnáctiletá dívka v růžové blůzce, naškrobeným límečkem a malou černou kravatou, nepřístupná a strohá. Začala léta Alexandrova nadšení a dívčina odmítání.  Ljubov Alexandra označovala za „pozéra s manýrami závoje“. Měli ale společnou vášeň pro divadlo a tak v Boblovu začal rušný divadelní život. Ljubov Alexandra přitahovala svou nedobytností, vznešeností a vážností, k Alexandrovi se chovala lhostejně.
V roce 1900 Ljubov začala studovat Vyšší ženské kurzy v Petrohradě, kde studovala historii a filologii, našla nové přátele, objevovala se na školních koncertech a plesech. Alexandr se v té době zabýval všemi možnými mystickými učeními. Když náhodou v Petrohradu potkal Ljubov jdoucí do školy, sledoval ji, aniž by ho zahlédla, a později zážitek popsal v básni „Pět křivek tajemství“, popisujících pět křivolakých uliček na Vasiljevském ostrově, po kterých kráčela Ljubov Dmitrijevna. Když krátce na to náhodou potkal Ljubov na balkónu Malého divadla při představení Král Lear, definitivně se utvrdil, že je jeho osudem. Začal tvořit soubor básní do cyklu Verše o krásné dámě.
Ljubov Dmitrijevna byl duševně zdravý člověk, střízlivý a vyrovnaný. Navždy zůstávala cizí všem mystikům a abstraktnímu uvažování. Ve své povaze to byl přesný opak Alexandra Alexandroviče. Kdykoli se ji pokusil seznámit se svým „nevyslovitelným“, opakovala: „Prosím, bez mysticismu!“. Její otec svou proslulou rozpravou O spiritismu v podstatě zahubil rozvoj spiritismu v Rusku. Její odmítavé, drsné materiální chování Bloka přitahovalo stále více. Nakonec se rozvinul komplikovaný vztah, poznamenaný častými hádkami a rozchody. Přesto na začátku roku 1902 Alexandr požádal Mendělejevovi o ruku jejich dcery. Dmitrij Ivanovič byl potěšen, že se osudy jeho dcery spojí s osudy vnuka dlouholetého přítele Andreje Beketova. O samotném Alexandrovi se vyjádřil: “Talent je nesporný, ale nevím co chce říct.“

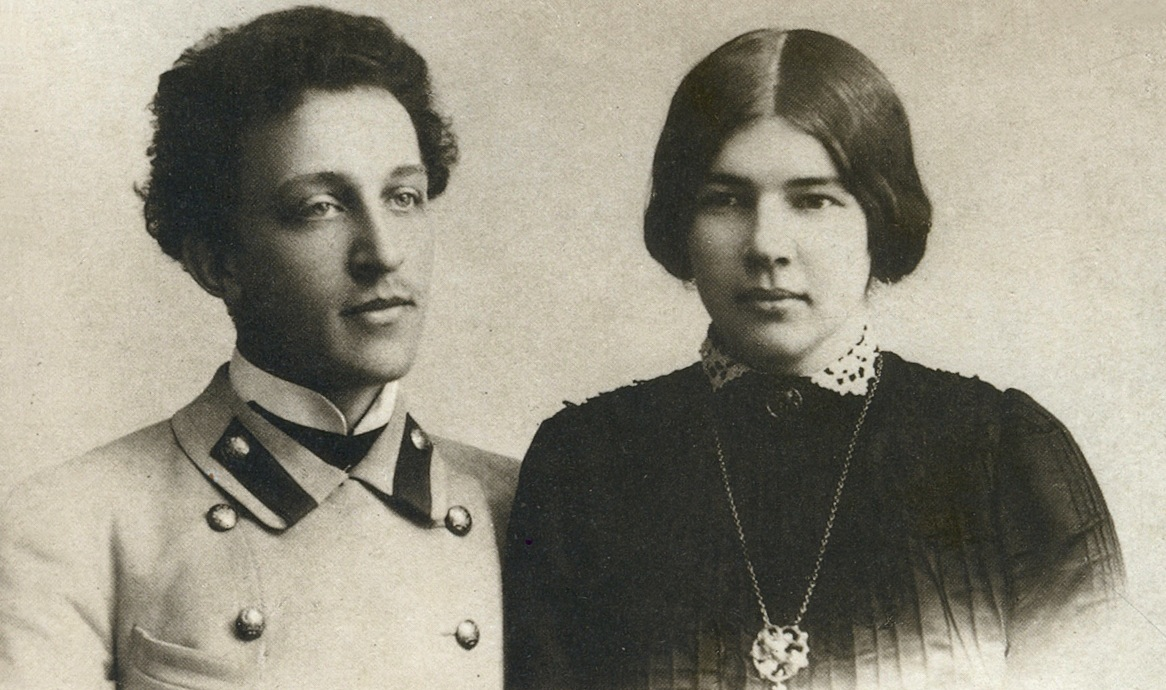
Alexandr a Ljubov Blokovi před rokem 1917

Svatba se konala 17. srpna 1903 v Boblovu. V literární společnosti byla Ljubov Dmitrijevna obklopena vznešeným uctíváním. Každému z jejích činů byl přisuzován velký význam, všechna její slova byla interpretována, oblečení, gesta i její vlasy byly diskutovány ve světle vysokých filosofických kategorií. Od počátku vztahu docházelo k neshodám mezi Ljubov a Alexandrou Andrejevnou, Alexandrovou matkou. Největší komplikací manželství však bylo Blokovo odmítání tělesného vztahu, básník vztah s Ljubov vnímal jako duchovní splynutí s nejvyšším ideálem ženskosti. Byl přesvědčen, že tělesný kontakt je předurčen ke krátkému trvání, což osobně dokazoval četnými poměry s nejlevnějšími prostitutkami. Ljubov Dmitrijevna se nakonec k situaci postavila přirozeným způsobem. V dějinách tzv. Stříbrného období ruské kultury je znám milostný trojúhelník Andrej Bělyj - Ljubov Bloková - Alexandr Blok, později vyhledala několik krátkodobých vztahů. Po smrti otce 2. února 1907 ztratila hlavní životní oporu. Koncem roku odejela jako herečka s divadlem Vsevoloda Emiljeviče Mejercholda na turné na Kavkaz, kde působila pod pseudonymem Basargina. Ten si zvolila na památku svého slavného strýce, děkabristy Nikolaje Vasiljeviče Basargina. V srpnu 1908 se z turné vrátila do Šachmatova těhotná. Alexandr souhlasil s tím, že si dítě jako společné ponechají. Syn se narodil začátkem února 1909 a dostal jméno po svém slavném dědečkovi Dmitrij. Žil však pouze osm dní. Alexandr Blok následující bolestný prožitek popsal v slavné básni „Na smrt dítěte“.
Za první světové války pracovala jako zdravotní sestra. Občanská válka jí zastihla po boku umírajícího manžela. Když Alexandr Blok 7. srpna 1921 zemřel, nevycházely noviny a zpráva o jeho smrti byla přibita na dveře Svazu spisovatelů. Při posledním rozloučení se u rakve básníka setkaly pouze manželka Ljubov Dmitrijevna a matka Alexandra Andrejevna.
Do konce života se Ljubov důstojně zhostila role vdovy. Studovala baletní umění a sepsala základní uznávané dílo v oboru, "Klasický tanec, historie a současnost." Vzpomínky na vztah s Alexandrem sepsala do knihy Byli nebyli o Blokovi a o sobě.
Zemřela náhle v divadelní šatně dne 27. září 1939 v Leningradu.